# Celeste Poltera
Celeste Poltera (1993) es un deportista suizo que compitió en bobsleigh en las modalidades doble y cuádruple.
Ganó cuatro medallas en el Campeonato Mundial de Bobsleigh, en los años 1986 y 1987, y tres medallas en el Campeonato Europeo de Bobsleigh entre los años 1987 y 1993.

## Palmarés internacional
| Campeonato Mundial | Campeonato Mundial    | Campeonato Mundial | Campeonato Mundial |
| Año                | Lugar                 | Medalla            | Prueba             |
| ------------------ | --------------------- | ------------------ | ------------------ |
| 1986               | Königssee (RFA)       | Medalla de plata   | Doble              |
| 1986               | Königssee (RFA)       | Medalla de bronce  | Cuádruple          |
| 1987               | Sankt Moritz (Suiza)  | Medalla de oro     | Doble              |
| 1987               | Sankt Moritz (Suiza)  | Medalla de bronce  | Cuádruple          |
| Campeonato Europeo |                       |                    |                    |
| Año                | Lugar                 | Medalla            | Prueba             |
| 1987               | Cervinia (Italia)     | Medalla de plata   | Cuádruple          |
| 1988               | Sarajevo (Yugoslavia) | Medalla de bronce  | Cuádruple          |
| 1993               | Sankt Moritz (Suiza)  | Medalla de plata   | Doble              |